# Sakanoue no Korenori
Sakanoue no Korenori (坂上是則?) (¿? - 930) fue un poeta waka japonés de principios del período Heian. Fue designado miembro de los treinta y seis poetas inmortales y uno de sus poemas fue incluido en la famosa antología Hyakunin Isshu.

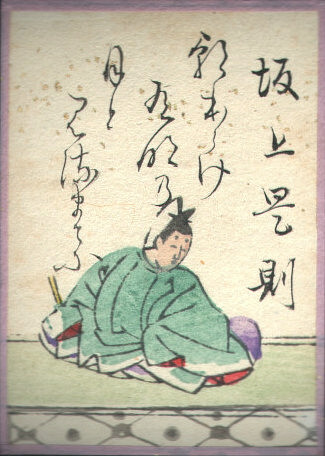
Sakanoue no Korenori, del Ogura Hyakunin Isshu.

Los poemas de Korenori están incluidos en varias antologías de poesía imperiales, incluyendo el Kokin Wakashū. Se mantiene una colección personal conocida como el Korenorishū. Es también recordado como un practicante del antiguo deporte japonés Kemari.